# Liste der NHL-Spieler mit 800 Torvorlagen
Die Liste der NHL-Spieler mit 800 Torvorlagen listet chronologisch alle Spieler der National Hockey League, die im Verlauf ihrer Karriere mindestens 800 Torvorlagen in der regulären Saison erzielt haben. Das Erreichen dieses Karrieremeilensteines gehört zu den bedeutendsten Meilensteinen der NHL für Spieler, neben dem Erreichen der 1000-Punkte-Marke, 500-Tore-Marke und 300-Siege-Marke für Torhüter.
Seit der Ligagründung im Jahr 1917 konnten bisher 35 Spieler die Marke von 800 Torvorlagen erreichen. Gelblich unterlegte Spieler waren während der Saison 2024/25 in der NHL aktiv. Die Statistiken der momentan noch aktiven Spieler sind auf dem Stand zum Ende der regulären Saison 2024/25.

## Legende

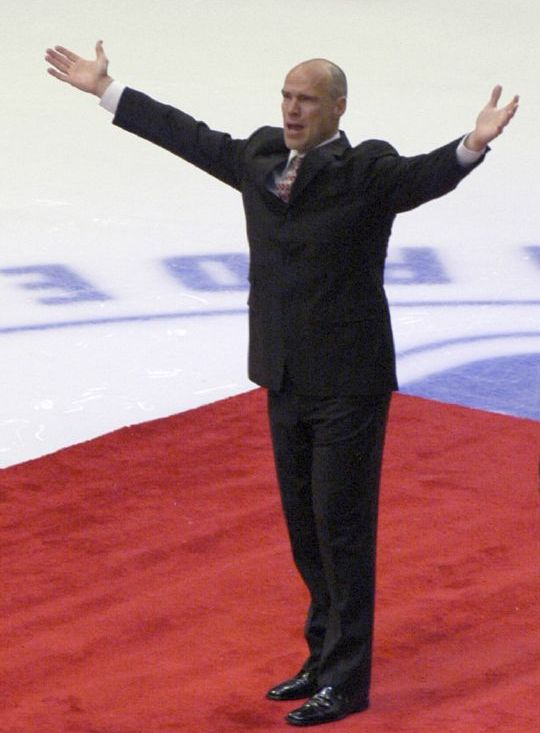
Mark Messier gelangen in seiner Karriere 1193 Torvorlagen

- Pos: Gibt die Reihenfolge der Spieler wieder. Diese wird durch das Datum des Erreichen des Meilensteines bestimmt. Bei gleichem Datum wird die Anzahl der bisherigen Spiele verglichen.
- Name: Nennt den Namen des Spielers.
- Land: Zeigt die Flagge des Landes, dessen Staatsangehörigkeit der Spieler hatte.
- Karrierespiel: Nennt die Anzahl von Spielen, die der Spieler benötigte, um 800 Torvorlagen zu erzielen.
- Mannschaft: Nennt den Namen der Mannschaft, für die der Spieler auflief, als er seine 500. Torvorlage erzielte.
- Datum: Nennt das Datum, an dem der Spieler seine 800. Torvorlage erzielte.
- Sp: Nennt die Anzahl von Spielen, die der Spieler in seiner gesamten NHL-Karriere bestritt.
- V: Nennt die Anzahl von Torvorlagen, die der Spieler in seiner gesamten NHL-Karriere erzielte.

## Spieler mit 800 Torvorlagen
Insgesamt konnten bisher 35 Spieler die Marke von 800 Torvorlagen erreichen oder überbieten. Als erstem überhaupt gelang dies dem Kanadier Gordie Howe am 13. Februar 1966. Erst sieben Jahre später bereitete mit Howes Landsmann Alex Delvecchio der zweite Spieler sein 800. Tor vor. In den weiteren Jahren kamen immer mehr Spieler zu ihrer 800. Vorlage, da die Spieler mit der Expansion der National Hockey League auch mehr Spiele bestritten.
Von den 35 Spielern, die den Meilenstein bisher erreicht haben, sind 27 kanadische Staatsbürger. Das Original-Six-Franchise der Detroit Red Wings stellt mit sechs Spielern, die den Meilenstein im Trikot des Teams geschafft haben, die meisten Spieler.
| Pos | Name              | Land               | Karrierespiel | Mannschaft          | Datum         | Sp   | V    |
| --- | ----------------- | ------------------ | ------------- | ------------------- | ------------- | ---- | ---- |
| 1   | Gordie Howe       | Kanada             | 1309          | Detroit Red Wings   | 13. Feb. 1966 | 1767 | 1049 |
| 2   | Alex Delvecchio   | Kanada             | 1519          | Detroit Red Wings   | 16. Feb. 1973 | 1550 | 825  |
| 3   | Stan Mikita       | Kanada             | 1166          | Chicago Black Hawks | 4. März 1976  | 1394 | 926  |
| 4   | Johnny Bucyk      | Kanada             | 1487          | Boston Bruins       | 27. Jan. 1977 | 1540 | 813  |
| 5   | Phil Esposito     | Kanada             | 1125          | New York Rangers    | 17. Jan. 1979 | 1282 | 873  |
| 6   | Bobby Clarke      | Kanada             | 1052          | Philadelphia Flyers | 23. Feb. 1983 | 1144 | 852  |
| 7   | Marcel Dionne     | Kanada             | 1010          | Los Angeles Kings   | 21. Okt. 1984 | 1348 | 1040 |
| 8   | Wayne Gretzky     | Kanada             | 527           | Edmonton Oilers     | 6. Feb. 1986  | 1487 | 1963 |
| 9   | Gilbert Perreault | Kanada             | 1161          | Buffalo Sabres      | 12. März 1986 | 1191 | 814  |
| 10  | Bryan Trottier    | Kanada             | 969           | New York Islanders  | 16. Feb. 1988 | 1279 | 901  |
| 11  | Paul Coffey       | Kanada             | 880           | Los Angeles Kings   | 20. Okt. 1992 | 1409 | 1135 |
| 12  | Ray Bourque       | Kanada             | 1023          | Boston Bruins       | 3. Apr. 1993  | 1612 | 1169 |
| 13  | Mark Messier      | Kanada             | 1019          | New York Rangers    | 4. Dez. 1993  | 1756 | 1193 |
| 14  | Dale Hawerchuk    | Kanada             | 1006          | Buffalo Sabres      | 16. Feb. 1994 | 1188 | 891  |
| 15  | Denis Savard      | Kanada             | 1016          | Tampa Bay Lightning | 6. Apr. 1994  | 1196 | 865  |
| 16  | Ron Francis       | Kanada             | 1017          | Pittsburgh Penguins | 1. Nov. 1995  | 1731 | 1249 |
| 17  | Mario Lemieux     | Kanada             | 661           | Pittsburgh Penguins | 26. März 1996 | 915  | 1033 |
| 18  | Steve Yzerman     | Kanada             | 1016          | Detroit Red Wings   | 28. März 1997 | 1514 | 1063 |
| 19  | Larry Murphy      | Kanada             | 1319          | Detroit Red Wings   | 10. Okt. 1997 | 1615 | 929  |
| 20  | Doug Gilmour      | Kanada             | 1131          | Chicago Blackhawks  | 22. Okt. 1998 | 1474 | 964  |
| 21  | Adam Oates        | Kanada             | 919           | Washington Capitals | 4. Nov. 1998  | 1337 | 1079 |
| 22  | Phil Housley      | Vereinigte Staaten | 1257          | Calgary Flames      | 21. Jan. 2000 | 1495 | 894  |
| 23  | Al MacInnis       | Kanada             | 1188          | St. Louis Blues     | 9. März 2000  | 1416 | 934  |
| 24  | Joe Sakic         | Kanada             | 1059          | Colorado Avalanche  | 7. März 2003  | 1378 | 1016 |
| 25  | Jaromír Jágr      | Tschechien         | 1061          | New York Rangers    | 18. Dez. 2005 | 1733 | 1155 |
| 26  | Pierre Turgeon    | Kanada             | 1247          | Colorado Avalanche  | 23. Dez. 2005 | 1294 | 812  |
| 27  | Mark Recchi       | Kanada             | 1287          | Pittsburgh Penguins | 15. Dez. 2006 | 1652 | 956  |
| 28  | Nicklas Lidström  | Schweden           | 1394          | Detroit Red Wings   | 5. März 2010  | 1564 | 878  |
| 29  | Mike Modano       | Vereinigte Staaten | 1455          | Dallas Stars        | 2. Apr. 2010  | 1499 | 813  |
| 30  | Joe Thornton      | Kanada             | 1139          | San Jose Sharks     | 2. Nov. 2013  | 1714 | 1109 |
| 31  | Henrik Sedin      | Schweden           | 1280          | Vancouver Canucks   | 13. Dez. 2017 | 1330 | 830  |
| 32  | Sidney Crosby     | Kanada             | 980           | Pittsburgh Penguins | 3. März 2020  | 1352 | 1062 |
| 33  | Patrick Kane      | Vereinigte Staaten | 1204          | Detroit Red Wings   | 19. Feb. 2024 | 1302 | 851  |
| 34  | Jewgeni Malkin    | Russland           | 1147          | Pittsburgh Penguins | 10. Okt. 2024 | 1213 | 832  |
| 35  | Anže Kopitar      | Slowenien          | 1384          | Los Angeles Kings   | 30. Okt. 2024 | 1454 | 838  |

## Spieler, die kurz vor dem Erreichen des Meilensteines stehen
Die folgenden, noch aktiven Spieler sind weniger als 50 Torvorlagen davon entfernt, den Meilenstein zu erreichen.
| Name          | Land   | Sp   | V   |
| ------------- | ------ | ---- | --- |
| Claude Giroux | Kanada | 1263 | 751 |